# Storm Lake
Storm Lake – miasto w Stanach Zjednoczonych, w stanie Iowa, siedziba hrabstwie Buena Vista. W 2000 liczyło 10 076 mieszkańców.